# Josef Aicher (Jurist)
Josef Aicher (* 14. November 1947 in Salzburg) ist ein österreichischer Rechtswissenschafter, Mitglied mehrerer wissenschaftlicher Akademien und emeritierter Professor der Universität Wien sowie Honorarprofessor der Universität Salzburg. Seine Forschungsbereiche umfassen große Gebiete des Europa-, Privat-, Zivil- und Unternehmensrechts sowie öffentliches Recht.

## Leben
Aicher studierte bis 1970 Rechtswissenschaften in Salzburg. Nach seiner Habilitation und Lehrtätigkeit an der Universität Salzburg (Handels- und Wirtschaftsrecht, Bürgerliches Recht und Allgemeine Rechtslehre) wurde er 1975 Professor für Zivilrecht an der Karl-Franzens-Universität Graz. Nach einer weiteren Professur in Linz, die er 1978 antrat, wurde Aicher 1982 Professor an der Universität Wien am Institut für Handels- und Wirtschaftsrecht. Seine Forschungs- und Lehrtätigkeit setzte er dort bis heute fort. Zum Zeitpunkt seiner Emeritierung 2016 fungierte Aicher als Leiter des Instituts.

## Leistungen und Funktionen
Aicher ist seit 2001 korrespondierendes Mitglied der Österreichischen Akademie der Wissenschaften. Weitere Funktionen umfassen und umfassten seine Rollen als Stellvertretender Vorsitzender der Übernahmekommission, als Vorsitzender der Bundesvergabekontrollkommission beim Bundesvergabeamt und der Wettbewerbskommission sowie als Visiting Professor an der Abteilung für Europäische Integration der Donau-Universität Krems, an der er als Mitglied des Direktoriums am Aufbau der Lehrgänge EUROJUS und EURAS maßgeblich beteiligt war. Zudem war er als Vorsitzender der Schiedsinstanz für Naturalrestitution beim Allgemeinen Entschädigungsfonds der Republik Österreich und als Sachverständiger parlamentarischer Untersuchungsausschüsse tätig. Weiterhin fungiert er als Mitherausgeber und -autor zahlreicher rechtswissenschaftlicher Zeitschriften, Lehrbücher, Gutachten und Festschriften. Seine Gutachtertätigkeit fand insbesondere im Rahmen der Eurofighter-Affäre öffentliche Beachtung. Zum Anlass Aichers 65. Geburtstags erschien eine Festschrift unter der Mitarbeit fünfzig angesehener österreichischer und ausländischer Juristen aus Wissenschaft und Praxis.

## Auszeichnungen
- 1974: Kardinal-Innitzer-Förderungspreis für Rechts- und Staatswissenschaften

## Publikationen (Auswahl)
- Josef Aicher (Bearb.): Kompendium des Vergaberechts. 2.  Auflage. Bundesanzeiger-Verlag, Köln 2013.
- Johannes Schramm, Josef Aicher, Michael Fruhmann, Rudolf Thienel: BVergG-Kommentar. 2.  Auflage. Springer Verlag, Wien/New York 2006.
- Josef Aicher: Tausch- und Kaufrecht (ABGB-Kommentar). 3.  Auflage. Manz Verlag, Wien 2000.